# Siphosturmia melampyga
Siphosturmia melampyga är en tvåvingeart som först beskrevs av Henry J. Reinhard 1931.  Siphosturmia melampyga ingår i släktet Siphosturmia och familjen parasitflugor. Inga underarter finns listade i Catalogue of Life.